# Middlesex (Nueva York)
Middlesex es un pueblo ubicado en el condado de Yates en el estado estadounidense de Nueva York. En el año 2000 tenía una población de 1.345 habitantes y una densidad poblacional de 17 personas por km².

## Geografía
Middlesex se encuentra ubicado en las coordenadas 42°43′7″N 77°16′38″O / 42.71861, -77.27722.

## Demografía
Según la Oficina del Censo en 2000 los ingresos medios por hogar en la localidad eran de $43,618, y los ingresos medios por familia eran $47,763. Los hombres tenían unos ingresos medios de $34,464 frente a los $23,676 para las mujeres. La renta per cápita para la localidad era de $21,241. Alrededor del 6.6% de la población estaban por debajo del umbral de pobreza.